# 프랑스 U-21 축구 국가대표팀
프랑스 U-21 축구 국가대표팀(프랑스어: Équipe de France des moins de 21 ans de football)은 프랑스를 대표하는 21세 이하의 축구 국가대표팀으로, 프랑스의 축구 관리 기관인 프랑스 축구 연맹의 관리를 받는다. UEFA U-21 축구 선수권 대회에 1982년부터 11번 참가해 1988년에 우승을 차지했다.

## 역대 감독
| 감독        | 임기        |
| ----------- | ----------- |
| 앙리 미셸   | 1982 ~ 1984 |
| 윌리 사뇰   | 2013 ~ 2014 |
| 티에리 앙리 | 2023 ~ 2024 |